# École hypercritique (islamologie)
Dans le contexte des études islamiques, l'école hypercritique est un courant de pensée historico-critique qui s'est développé principalement dans les années 1970 au sein de l'exégèse coranique moderne, discipline où elle a opéré un changement de paradigme,, en utilisant une approche radicalement hypercritique.
Plusieurs noms ont été donnés à cette école : « hypercritique », « révisionniste » et associé à l'idée de "thèses radicale". J. Robin précise que ces thèses sont appelées "révisionnistes" en anglais même si un usage français est attesté.

## Définition commune
Jusqu'au début des années 1970, les scientifiques islamiques non-musulmans n'acceptant pas la divinité du Coran, acceptaient quand même son histoire d'origine "dans la plupart de ses détails" aussi bien que la fiabilité de tafsir (commentaires sur le Coran), hadith (Paroles ou récits liés à Mahomet) et Sira (biographie de Mahomet). Les chercheurs utilisant les méthodes historico-critiques usent d'une approche critique d'analyse des sources ("source-critical approach") pour traiter cette littérature aussi bien que l'étude de l'archéologie, l'épigraphie, la numismatique et la littérature non-arabe contemporaine. Cette méthodologie fournit "des faits réels" tandis que les témoignages islamiques traditionnels qui datent de 150-200 ans après Mahomet ont été soumis aux préjugés et modifications des auteurs et commentateurs[réf. à confirmer]. Les arguments contre la crédibilité des traditions islamiques classiques concernant les sources d’islam ont été synthétisés par Prof. Hans Jansen dans son ouvrage De Historische Mohammed et ont été mis en lumière dès les recherches de Goldziher.
Tandis que l'attitude critique est de considérer une tradition comme vraie tant qu'il n'est pas prouvé qu'elle est fausse, le principe de l'école hypercritique est de considérer qu'une source ancienne n'est tenue pour bonne que si on a trouvé des raisons valides, des preuves externes pour l'agréer.

## Naissance de l'école hypercritique
Cette école est celle de Leone Caetani (1869-1935), Henri Lammens (1862-1937), Alphonse Mingana (1878-1937), Paul Casanova (1861-1926), Joseph Schacht (1902-1969) et, parmi les contemporains, John Wansbrough. Cette critique radicale sur les origines de l'islam et la généalogie du Coran commence à la fin du XIXe siècle mais elle sort du cercle des érudits avec la parution en 1977 des travaux de John Wansbrough sous le titre de Quranic studies et The Sectarian Milieu ; sa théorie qu'on nommera plus tard « de l'école déconstructiviste » ou « hypercritique » expose que le Coran est la compilation d'une suite de logia. S'appuyant entre autres sur le fait que le Coran n'est pas à la source du droit musulman jusqu'au IXe siècle, il rejette l'existence d'une vulgate othmanienne et fait du Coran une création d'une communauté musulmane déjà existante.
Les travaux de Wansbrough, bien qu'aujourd'hui remis en cause, "ont fait progresser les études coraniques de façon substantielle".

## École de Sarrebruck
Un renouveau de cette école s'observe dans le groupe dit "de Sarrebruck", en Allemagne (Saarbrücker Schule). Depuis les années 1970, Günter Lüling und Gerd-Rüdiger Puin se concentre sur la recherche historico-critique du développement du Coran. Toujours à Sarrebruck, Karl-Heinz Ohlig  a développé dans les années 2000 avec Volker Popp et Markus Groß une théorie des premiers temps de l'islam qui n'a pas besoin de Mahomet en tant que personnage historique.
Cette école est dirigée par Karl-Heinz Ohlig.